# Водонафтовий поклад
Водонафтовий поклад (рос. водонефтяная залежь; англ. water oil reservoir; нім. Wasser-Erdöl-Lagerstätte f) — нафтовий поклад, який по всій площі контактує з підстильною (підошовною) водою.